# Plaza de toros de Luanda
La Plaza de toros de Luanda es uno de las 8 Plaza de toros en África, junto con de Tánger, la de Maputo, la de Melilla, la de Uchda, la de Villa Sanjurjo y la de Orán.
Inaugurada en el primero de marzo de 1964. Se celebraron espectáculos taurinos, conocidos localmente como touradas (en portugués: toreos) hasta 1975, año en el que la nueva República Popular de Angola, recién independizada de la República Portuguesa, prohibió la lidia.
Durante la fase final del enfrentamiento del gobierno angoleño con las Fuerzas de Liberación Nacional de la UNITA, el coso taurino abandonado se utilizó informalmente como refugio de desplazados por los enfrentamientos.
Está en desuso, aunque ha habido intenciones de restaurarla como espacio multiusos.